# Hussam-ad-Dawla al-Muqàl·lad
Hussam-ad-Dawla Abu-Hassan al-Muqàl·lad ibn al-Mussàyyib, més conegut senzillament com al-Muqàl·lad ibn al-Mussàyyib o com Hussam-ad-Dawla al-Muqàl·lad (en àrab Ḥusām ad-Dawla Abū Ḥassān al-Muqallad b. al-Musayyib) (?-1000/1001) fou un emir dels uqàylides o Banu Uqayl de Mossul i la Jazira del 996 al 1001. Va succeir el seu germà, el primer emir Abu-dh-Dhawwad Muhàmmad ibn al-Mussàyyib.
A la mort de Muhammad els seus dos germans, Alí i al-Muqàl·lad pretenien la successió. Alí ibn al-Mussàyyib era el germà gran però al-Muqàl·lad es va assegurar el suport del Bahà-ad-Dawla, a qui va prometre un tribut anual a canvi del seu ajut. Una vegada concedit aquest ajut, al-Muqàl·lad va informar el seu germà que havia estat nomenat governador de Mossul i li va demanar el seu suport per apoderar-se de la ciutat. El general de Bahà-ad-Dawla a Mossul, Abu-Jàfar al-Hajjaj va fugir i els dos germans es van entendre en un repartiment del govern.
Aviat van sorgir conflictes entre al-Muqàl·lad i Bahà-ad-Dawla que van derivar en lluita oberta, seguida d'una reconciliació. Al-Muqàl·lad va pagar deu mil dinars a Bahà-ad-Dawla i va rebre el títol de Hussam-ad-Dawla i els feus de Mossul, Kufa, al-Kasr i al-Djamiayn.
El 997 al-Muqàl·lad va fer presoner al seu germà Alí; un tercer germà, Hàssan ibn al-Mussàyyib, va marxar llavors contra l'emir amb un nombrós exèrcit que va reunir, però abans del combat una germana comuna de nom Rasila, els va reconciliar. Alí fou alliberat i se li van retornar els béns que li havien estat confiscats.
Després al-Muqàl·lad es va girar contra el senyor de Wasit, Alí ibn Màzyad, que havia donat suport a Alí i a Hassan. Mentre estava en campanya va saber que Alí preparava capturar Mossul i va tornar tot seguit abandonant la lluita. Amb la mediació de Hassan els dos germans es van reconciliar altre cop. Poc després Alí i Hassan abandonaven Mossul i la situació es tornava a tensar. Finalment es va acordar que en les absències d'al-Mukallab, Alí seria el regent a Mossul.
Alí va morir el 999/1000 i Hasan va ocupar el seu lloc, però al-Muqàl·lad no ho va acceptar i el va expulsar cap a l'Iraq. El 1000/1001 al-Muqàl·lad fou assassinat a al-Anbar per un mameluc turc i el va succeir el seu fill Mútamid-ad-Dawla Qirwaix ibn al-Muqàl·lad